# 波罗的骑士团

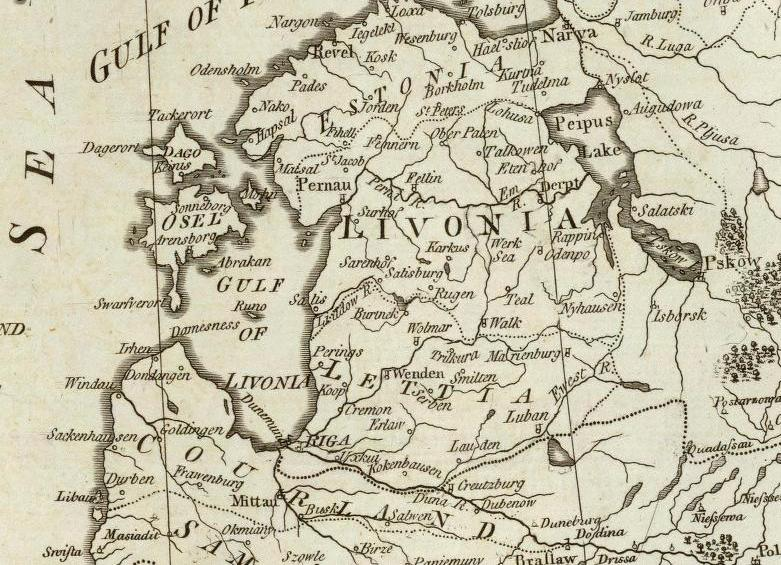
骑士团统治区域地图，即当代的爱沙尼亚和拉脱维亚。

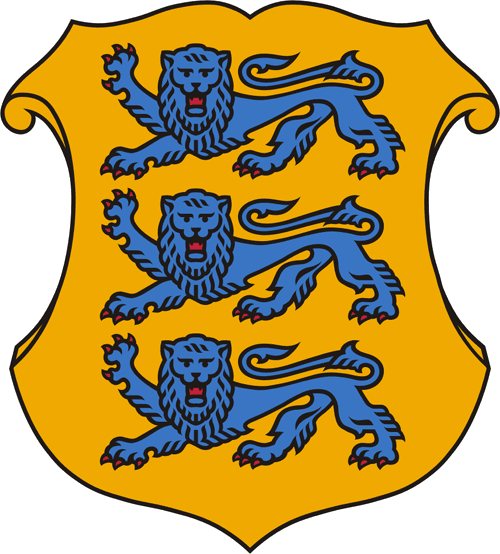
爱沙尼亚骑士团的纹章，也是爱沙尼亚的国徽

波罗的骑士团是中世纪至近代统治爱沙尼亚和拉脱维亚的波罗的海德意志裔封建贵族群体。曾先后附属于条顿骑士团、波兰-立陶宛联邦以及瑞典，之后他们也是俄罗斯帝国的贵族。其下分有四个骑士团：爱沙尼亚骑士团、利沃尼亚骑士团、库尔兰骑士团以及欧塞尔骑士团，全部都是德裔、信奉路德宗、且享有自治权。该群体目前由波罗的骑士协会（德語：Verband der Baltischen Ritterschaften）代表，成员数在2200人以上。
与普通俄罗斯贵族不同，波罗的骑士团是一个非功勋、封闭的贵族团体，其地位只能由出身或认可获得。波罗的骑士团没有亲王一级封爵的权利但可以选择接纳新成员进入骑士团（必须是德裔或德意志化的领主），即将他们的名字载入骑士团谱系（Matrikel）中。进入骑士团的成员便拥有俄罗斯帝国波罗的海三省议会（Landtage）的投票权，也就能在波罗的海地区政治上发挥作用。据安德烈斯·卡瑟坎普的著作《波罗的海国家史》，爱沙尼亚有谱系127家，利沃尼亚172家，欧塞尔26家。他们奉行彻底的排他主义，不愿与其他的德意志族裔混杂，连波罗的海德意志人中的市民阶层也被他们所排斥。

## 历史
四骑士团中最早建立的是爱沙尼亚骑士团。1252年由北爱沙尼亚哈里恩（Harrien）和维尔兰（Wierland）两地的丹麦属臣联合建立。欧塞尔骑士团也在相近时间段建立，但直到1741-1742年才有谱系。利沃尼亚骑士团于1551-51年间成立，库尔兰骑士团则于1620年后具有谱系。
伊凡雷帝扩张时，波罗的领主们倒向了瑞典和波兰-立陶宛联邦，并在利沃尼亚与俄罗斯展开了数十年的战争，最终将俄罗斯人逐出其境；是为利沃尼亚战争。
在属瑞典时期，议会制度被建立起来并作为波罗的海省份的最高决策机构。俄属后，彼得一世向各骑士团保证了他们的民族特权（德语、路德宗信仰）并恢复了瑞典国王卡爾十一世所废除的一些特权（政治权力和土地占有权力）。爱沙尼亚的议会完全由骑士团谱系内贵族垄断，利沃尼亚的议会中也是如此，非贵族出身的里加城代表只在税收问题上有投票权。每个议会选举一名主席作为他们在圣彼得堡的代表，为期三年。因骑士团的绝对垄断权利，爱沙尼亚也被波罗的海德意志人、历史学家莱因哈特·维特拉姆（Reinhard Wittram）称为“世上最纯粹的贵族领地”。
波罗的骑士也和俄罗斯帝国其他贵族一样拥有农奴，他们的生活也如该国其他地区的农奴一般困苦。大北方战争后，为了解决劳力短缺的问题，波罗的贵族们禁止了人口迁徙。1739年，利沃尼亚议员奥托·冯·罗森宣布农奴和农奴的财产全数归于领主，且允许买卖。
18世纪后期以降，波罗的骑士团贵族对于俄罗斯帝国宫廷的依附加深了。当瑞典国王古斯塔夫三世试图在1787年在俄土战争时期说服他们发动对俄罗斯的叛乱时，他的使节发现骑士团贵族完全处于对农奴叛乱的恐慌之中而不愿争取独立。当瑞典侵入他们的领地后，利沃尼亚和爱沙尼亚骑士团立刻发表声明宣布忠于叶卡捷琳娜二世。
至沙皇亚历山大一世当政期间，1802年拉脱维亚农奴在瓦尔米耶拉伏击政府民兵的事件引起了俄罗斯中央政府对于波罗的地区制度问题的重视。为了避免亚历山大一世推行改革，骑士团自身制定了一些举措来减轻农奴的负担，然而，这些新的法律也同时保证了领主的权益。是为1802-1804年改革。改革禁止了农奴买卖，并在地方建立法院以便农奴们有发声的渠道，所有农奴对领主的义务须有记录并写明。骑士团方面，政府答应给他们建立一个贷款机构以便接济资金周转不畅的地主。
拿破仑战争中，米哈伊爾·博格達諾維奇·巴克萊·德托利、弗德里希·威廉·馮·布克斯霍夫登等波罗的骑士共计八百余人为俄罗斯的胜利作出了绝大的贡献。战后，波罗的的农奴制度名义上被废除。在各地分别是：爱沙尼亚于1816年废除，库尔兰于1817年废除，利沃尼亚1819年废除。实际情况中，骑士团领主仍可以控制农奴，惟不能过问他们的私事。解放后的自由民不能拥有土地。1845年，沙皇制定法律规定只有波罗的贵族才能拥有庄园。
骑士团贵族长期与爱沙尼亚和拉脱维亚的本土民族主义相对。19世纪中期，爱沙尼亚和拉脱维亚人逐渐觉醒的民族意识威胁到了德裔骑士团的绝对统治。不过，骑士团贵族也最早注意这两个民族的“农奴话”并展开了娱乐性的研究，比如他们创办土著语言的报纸、期刊，只是为了满足其学术好奇心，而不是为其农奴发声。然而，骑士团发现早先的德语同化策略慢慢地不再在爱沙尼亚、拉脱维亚精英中有效了，他们开始以自己民族为标签行世。之后，爱、拉两族土生知识分子试图说服沙皇减少骑士团的特权但未获成功，而骑士团对两族的统治也一直持续到20世纪早期。
骑士团在其统治区域只占人口的极少数，在俄罗斯帝国消亡后，他们的领地被没收，不再以公共机构形式存在。